# Rio Maior (freguesia)
Rio Maior es una freguesia portuguesa del concelho de Rio Maior, con 82,94 km² de superficie y 11.532 habitantes (2001). Su densidad de población es de 139,0 hab/km².